# Koios
Koios, starořecky Κοιος, latinsky Coeus je v řecké mytologii jeden z titánů první generace, manžel Foibé, otec Létó, Asterie. Kromě zmínek v genealogiích nehrál prakticky žádnou úlohu v mytologii a chybí taktéž jeho kult. Většina zdrojů se shoduje v tom že byl synem Úrana a Gaie, stejně jako jeho manželka a ostatní titáni první generace: Ókeanos a Téthys, Krios, Hyperión a Theia, Iapetos, Themis, Mnémosyné a nejmladší Kronos a Rheia. V Homérově díle však existují náznaky podání podle kterého byli Titáni dětmi Ókeana a Téthydy. V dochovaném shrnutí předmluvy k Hyginovým Fabulae je namísto toho zmiňován jako syn Terry-Gaie a Aethera-Aithéra či Tartara, zároveň je uváděn v seznamu Gigantů společně s Iapetem, Pallantem a Astraiem a je také uváděn jménem Polos. Koios se zapojil se na straně Titánů do desetileté války proti olympským bohům - Titánomachie. Poté, co vůdce olympských bohů Zeus na radu Gaii osvobodil kyklopy a storuké obry hekatoncheiry, byli titáni poraženi a Koios byl s ostatními svržen do věčné tmy Tartaru.
Pausaniás zmiňuje řeky Élektra a Koios tekoucí u messenské Polichné, domnívá se však že nemusí být pojmenovány po Atlantově dceři Élektře a Létině otci, ale po nějakých místních héróech.